# Bon Jour
Bon Jour ist eine 2022 gegründete Alternative-Rock-Band aus Österreich, deren Identität bisher noch unbekannt ist. Ihr Debüt feierten sie als Vorgruppe von Alt-J in Wien.

## Geschichte
Wie aus dem Nichts präsentierte sich Bon Jour zum ersten Mal am 16. Juli 2022 als Support-Band von Alt-J vor 5.000 Besuchern beim Metastadt Wien Open Air. Die Band veröffentlichte am 28. September 2022 ihre erste Single Blue Moon im Doppelpack mit Cœur über AWAL, die sogleich in die FM4-Charts einstieg und bis auf Platz 1 stieg. Ihr Musikvideo zu Blue Moon wurde für das Best Austrian Animation Festival 2022 nominiert.

## Diskografie
Singles
- 2022: Blue Moon & Cœur (Bon Jour Records & Sony Music Entertainment)
- 2022: All I Know (Bon Jour Records & Sony Music Entertainment)
- 2023: And So We Met Again (Bon Jour Records & Sony Music Entertainment)